# Антуан-Жозефа Пернеті
Антуан-Жозеф Пернеті, відомий як Дом Пернеті (23 лютого 1716 — 16 жовтня 1796), був французьким письменником.

## Життєпис
У різний час він був бенедиктинцем та бібліотекарем Фрідріха Великого з Пруссії. Разом з польським графом Тадеушем Граб'янкою, також перебуваючи під впливом християнського містицизму Сведенборга, він заснував у 1760 році таємне товариство «Rite hermétique» або Ілюмінати Авіньйона (не баварські Ілюмінати).
Пернеті народився в Роанні. Він брав участь в експедиції 1763—1764 років під керівництвом Луї Антуана де Бугенвіля, яка заснувала поселення Порт-Сен-Луї на Фолклендських островах, та опублікував двотомний звіт про свої дослідження природи Фолклендських островів та бразильського острова Санта-Катаріна. Зокрема, він дав перший опис феномену кам'яних смуг на Фолклендських островах.
У 1767 році Пернеті переїхав до Берліна. У 1779 році він став членом Авіньйонських ілюмінантів. У 1780 році оракул «La Sainte Parole» почав радити Авіньйонським ілюмінантам залишити Берлін, щоб в іншому місці закласти основи нового Сіону. У 1783 році Пернеті залишив Берлін за наказом оракула. У жовтні 1784 року оракул сказав групі, що вона повинна переїхати до Авіньйону. У 1793 році Авіньйонські ілюмінанти були придушені законом. Пернеті помер в Авіньйоні.
У 1782 році Пернеті переклав з латини на французьку мову «Рай і пекло» Емануеля Сведенборга, а в 1786 році — «Божественну любов і мудрість» Сведенборга.

## Твори
- Manuel bénédictin, contenant l'Imitation de Jésus-Christ; la Règle de saint Benoist; les Exercices tirés de cette règle; et la Conduite pour la retraite du mois (1755).
- Dictionnaire portatif de peinture, sculpture et gravure avec un traité pratique des différentes manières de peindre, dont la théorie est développée dans les articles qui en sont susceptibles. Ouvrage utile aux artistes, aux élèves & aux amateurs (1757) Online text.
- Les Fables égyptiennes et grecques dévoilées et réduites au même principe, avec une explication des hiéroglyphes et de la guerre de Troye (1758). Réédition: La Table d'émeraude, Paris, 1982. Online vol. 1 & vol. 2.
- Dictionnaire mytho-hermétique, dans lequel on trouve les allégories fabuleuses des poètes, les métaphores, les énigmes et les termes barbares des philosophes hermétiques expliqués (1758). Réédition: Bibliotheca Hermetica, 1972.
- Journal historique d'un voyage fait aux îles Malouines en 1763 et 1764 pour les reconnoître et y former un établissement et de deux voyages au détroit de Magellan avec une relation sur les Patagons (2 volumes, 1769).Online vol. 1 & vol. 2
- Discours sur la physionomie et les avantages des connoissances physionomiques (1769).
- Dissertation sur l'Amérique & les Américains (1769).
- Examen des Recherches philosophiques sur l'Amérique et les Américains, et de la Défense de cet ouvrage (1771).
- Les Vertus, le pouvoir, la clémence et la gloire de Marie, mère de Dieu (1790) Online text.

## Інтернет-ресурси
- Твори та інформація про Антуан-Жозефа Пернеті у Інтернет-архіві
- Твори та інформація про Dom Pernety у Інтернет-архіві